# ديكلان ماكمانوس
ديكلان ماكمانوس (بالإنجليزية: Declan McManus) (3 أغسطس 1994 في المملكة المتحدة - ) هو لاعب كرة قدم بريطاني في مركز الهجوم. شارك مع منتخب اسكتلندا تحت 19 سنة لكرة القدم ومنتخب اسكتلندا تحت 21 سنة لكرة القدم. أما مع النوادي، فقد لعب مع نادي أبردين ونادي ألوا أثليتيك وفليتوود تاون ونادي غرينوك مورتون.

## وصلات خارجية
- ديكلان ماكمانوس على موقع الاتحاد الأوربي (الإنجليزية)
- ديكلان ماكمانوس على موقع قاعدة بيانات كرة القدم.إي يو (الإنجليزية)
- ديكلان ماكمانوس على موقع Soccerbase.com (لاعب) (الإنجليزية)
- ديكلان ماكمانوس على موقع Soccerway.com (الإنجليزية)